# Paa annandalii
Nanorana annandalii là một loài ếch trong họ Ranidae.
Nó được tìm thấy ở Ấn Độ, Nepal, có thể cả Bhutan, và có thể cả Trung Quốc.
Các môi trường sống tự nhiên của chúng là các khu rừng vùng núi ẩm nhiệt đới hoặc cận nhiệt đới, sông, và tundra đất ngập nước. Loài này đang bị đe dọa do mất môi trường sống.